# Rosária da Silva
Rosária da Silva, née le 4 avril 1959 à Golungo Alto, dans la province de Cuanza Norte, dans l’Angola portugais, morte en août 2022, est une écrivaine et poète angolaise.

## Biographie
Rosária da Silva est née en 1959 à Golungo Alto (province de Cuanza Norte), dans la colonie portugaise de l'Angola. Après ses études secondaires, elle étudie la pédagogie, avec une spécialisation en linguistique portugaise, à l'Instituto Superior de Ciências de Educação (CITE) de l'université Agostinho Neto, à Luanda, la capitale de l'Angola.
Dans les années 1980, elle est coauteur du magazine Kilimba. Elle y publie principalement des poèmes et des articles dans la rubrique « Culture et femmes ». En 1984, Rosária da Silva rejoint la Brigade littéraire de la jeunesse à Lobito. En 1987, elle participe à la première réunion des jeunes auteurs angolais. Dans les années 1980 et 1990, elle a également écrit dans la section « Vie et culture » du journal d'État Jornal de Angola. Silva a été active non seulement en tant qu'écrivain, mais elle s'est également consacrée au théâtre et à la musique. Elle a notamment écrit les pièces A falta de casas, Conflitos et Ilusão. Ces deux dernières pièces ont été jouées respectivement en 1985 et 1989. Depuis 1988, elle est membre à part entière de l'Union des artistes et compositeurs d'Angola (UNAC). Dans les années 1980 et 1990, elle enseigne dans un pensionnat.
Publié en 1999, le premier roman de Rosária da Silva s'intitule Totonya. Le livre reçoit la mention honorable du Prix littéraire António Jacinto. Elle est considérée comme l'une des premières romancières ainsi primées de l'histoire de la littérature angolaise. Totonya contient des scènes de sexe explicites qui dénoncent vigoureusement les abus physiques et psychologiques dont sont victimes les femmes. Elle était inhabituelle parmi ses pairs angolais en ce qu'elle dépassait les racines marxistes de la lutte des classes pour aborder des questions de politique du corps et de tradition contre modernité.
Rosária da Silva devient directrice provinciale des médias dans la province de Cuanza Norte et directrice générale du magazine mensuel régional Kilombo - Kwanza Norte Actualidade. Elle meurt en août 2022, à 63 ans, des suites d’une maladie.